# Budi
Budi är ett län (county) i Sydsudan. Det ligger i delstaten Eastern Equatoria, i den sydöstra delen av landet, 220 kilometer öster om huvudstaden Juba.